# Peperomia rubrinodis
Peperomia rubrinodis är en pepparväxtart som beskrevs av Kunth & Bouche. Peperomia rubrinodis ingår i släktet peperomior, och familjen pepparväxter. Inga underarter finns listade i Catalogue of Life.